# 東宝レコード
東宝レコード（とうほうレコード）は、映画製作・配給会社の東宝が1970年に設立した東宝芸音が1970年にレーベル名「東宝レコード」として新譜を発売したのにはじまった、1973年に会社名を東宝レコードと改称。英語名はTOHO Records Co., Ltd.となった。事業不振により、1981年、親会社の東宝が吸収合併し会社は消滅した。

## 沿革
映画製作・配給会社の東宝が1970年（昭和45年）に音楽事業を手掛ける子会社として東宝芸音（とうほうげいおん）を設立したのが東宝レコードとして新譜を発売した。本社と録音スタジオは日比谷の東宝ツインタワービル7階に置かれた。設立当初から「東宝レコード」のレーベル名を使用していたが、企業名も後に東宝音楽工業（とうほうおんがくこうぎょう）を経て東宝レコードに統一している。レコードの流通・販売は当初は日本ビクター（現：JVCケンウッド）、後にビクター音楽産業が受託で行っていた。
宝塚歌劇団のオフィシャル・マガジン『歌劇』1970年10月号には「新発足の東宝レコード、10月新譜発売」として加茂さくら「夢は今も」他2曲のレコードを発売する旨の広告が掲載されている。東宝レコードニュース1970年10月号（東宝芸音発行のレコード月報）によると、第1回新譜の全容は、シングル盤10枚（歌劇団関係の3枚を含む、すべて1970年10月1日発売）、ＬＰ3タイトル（1つは2枚組）となっている。
この時点では宝塚歌劇団関連のレコード（主題歌のシングル盤、公演を録音したLP盤）は日本コロムビアから発売されており、コロムビアとの契約が満了した1971年（昭和46年）から東宝レコードが宝塚関連のレコードを「宝塚レコード」のレーベル名で発売するようになった。同年4月1日にはデビュー第1号歌手として研ナオコ「大都会のやさぐれ女」が発売されている。
宝塚関連以外では東宝が製作・配給した劇場用やテレビ放送用の映画主題歌やサウンドトラック、東宝および東宝芸能所属歌手・俳優のレコードが主力のラインナップであった。いわゆる五社協定を構成していた映画会社では東宝の他に松竹がポリドール（現：ユニバーサル ミュージック ジャパン）と提携して「松竹キネマ蒲田レコード」レーベルを戦前に持っていた他、大映（現：KADOKAWA映画事業部）が大映レコードを設立していたが、専属俳優を系列のレコード会社から歌手としてデビューさせる発想は東宝が唯一であったとされる。1970年代後半にはそれらのラインナップから外れた企画盤やカルト歌謡も数多く発売されており、現在でもこの時代のイメージから「謎のレーベル」「幻のカルト・レーベル」と呼ばれることがある。一時はフランスのヴォーグ・レーベルと契約し、マルタン・サーカスやペトゥラ・クラークの日本盤も発売していた。
一時期、日本のプロ野球界では「東宝レコードで球団歌（応援歌）を出せば優勝できる」というジンクスがあった。1974年10月10日に中日ドラゴンズの応援歌「燃えよドラゴンズ!」を発売、この年、中日は20年ぶりのリーグ優勝。1975年9月10日に広島東洋カープの応援歌「ゴーゴーカープ」を発売、この年、広島は初のリーグ優勝。阪急ブレーブスの応援歌「ああ!王者」を発売した1976年、「阪急ブレーブス応援歌」を発売した1978年、共に阪急はリーグ優勝を果たしている。
東宝配給（主に完全自主製作作品）映画のサントラ盤のうち、ゴジラシリーズに関しては、存続している間のみであり、それ以外の時期はキングレコードに販売が委ねられている。東宝は1970年初頭から事実上の製作撤退を行って外部作品配給中心に切り替えており、その際に設立された子会社の東宝映画、同系列の特技撮影制作会社の東宝映像美術が年数本の製作を行っていたものの、提供できる映画音源は少数なうえに先細りの傾向にあった。たとえば大ヒット作「犬神家の一族」は、東宝映画が制作、東宝が配給を受託しているが、角川春樹事務所（角川映画）の全額出資作品であるため、サントラ盤はビクターに委ねられた。ホリ企画作品で、制作受託も日活であった「伊豆の踊子」（CBS・ソニー、東宝は配給のみ）はなおのことである。
業績不振より1980年（昭和55年）に事業停止を決定した。『歌劇』1980年7月号には同月中にレコードを廃盤、店頭在庫限りとする旨の広告が掲載された。他の新譜に関しても翌1981年（昭和56年）には全ての発売を停止し、東宝レコードは親会社の東宝に吸収合併されて消滅した。
宝塚歌劇団関連のレコードについてのみ、CBS・ソニー（現：ソニー・ミュージックレーベルズ、以下SML）が事業を継承した。1982年からTMP音楽出版が発売を引き継ぎ
、現在は宝塚クリエイティブアーツが継承し、SMEは生産受託のみである。東宝レコードの本社とスタジオが置かれていたツインタワービル7階は改装され、東宝ダンスホールとなっていたが、2019年11月に閉店。
その後、2012年（平成24年）に東宝の社内部署として新設されたアニメ事業室（TOHO animation）が翌2013年（平成25年）より「TOHO animation RECORDS」のレーベル名でCDの発売を行っている。ただし、発売タイトルはTOHO animationが製作に関わっているアニメソングに限定されており、旧東宝レコードと直接の関係は無い。

## 所属していたアーティスト
- 黒沢年男（1970年、第１号シングル「今夜は送らないぜ」をリリース）
- 酒井和歌子（1970年 日本コロムビアから移籍。「瀬戸の夕焼け」をリリース）
- 内藤洋子（1971年、詩の朗読アルバム「洋子」をリリース）
- 梅田智子（1970年 -1972年。シングル2枚リリース）
- 青木英美（1971年 - 1972年。シングル3枚リリース）
- 柏木由紀子（1971年 - 1972年。ビクターから移籍。シングル2枚リリース）
- 森るみ子（1971年 - 1972年。シングル4枚リリース）
- いぬいなおみ（1971年。シングル3枚リリース）
- 鹿島とも子（1971年 - 1973年）
- 松島トモ子（1971年 - 1972年。シングル3枚リリース）
- 草刈正雄
- 研ナオコ（1971年 - 1974年。1975年、キャニオンレコードに移籍）
- 朝比奈順子（1974年 - 1975年。シングル3枚リリース）
- ブーチ
- 松田優作（1976年のみ在籍。1978年、ビクターに移籍）
- 沖雅也（1977年 - 1978年。シングル3枚、アルバム3枚リリース。）
- 山本正之
- 柴葉子（NTV「スター誕生！」第一回決戦大会　合格）
- 四人囃子（1974年）